# ビタミンカステーラ
ビタミンカステーラとは、 北海道旭川市の高橋製菓が製造・販売するカステラの商品名。「北海道のソウルフードの1つ」とされる。

## 概要
1917年（大正6年）に、長崎でカステラ作りを学んだ高橋樫夫が旭川で高橋製菓を創業する。第一次世界大戦の終結間もない折、食料不足により栄養失調の子供が多かったため、安くて栄養価が高い菓子として、棒カステラが開発され、1921年（大正10年）に製造が開始された。これが今日のビタミンカステーラの原型にあたる。
1950年頃、学校給食にも使用されていたビタミンB1やB2を棒カステラに添加し、「ビタミンカステーラ」へと商品名が変更された。戦後には農家の日雇い労働者の間食として人気が高く、農繁期には1日6万個を生産していた。1961年（昭和36年）の第15回全国菓子大博覧会でビタミンカステーラは総裁賞を受賞した。
ビタミンカステーラの製法が確立した昭和30年頃から2021年現在まで、ほぼ味も製法も変更されていない。ビタミンカステーラは通常のカステラ同様、主な原材料として小麦粉や卵や砂糖やハチミツが用いられているが、材料費を抑えるために、卵・砂糖の量が減らされ、小麦粉が多く使われた。このため水分量が少なく、3ヶ月間日持ちする。

## 脚注

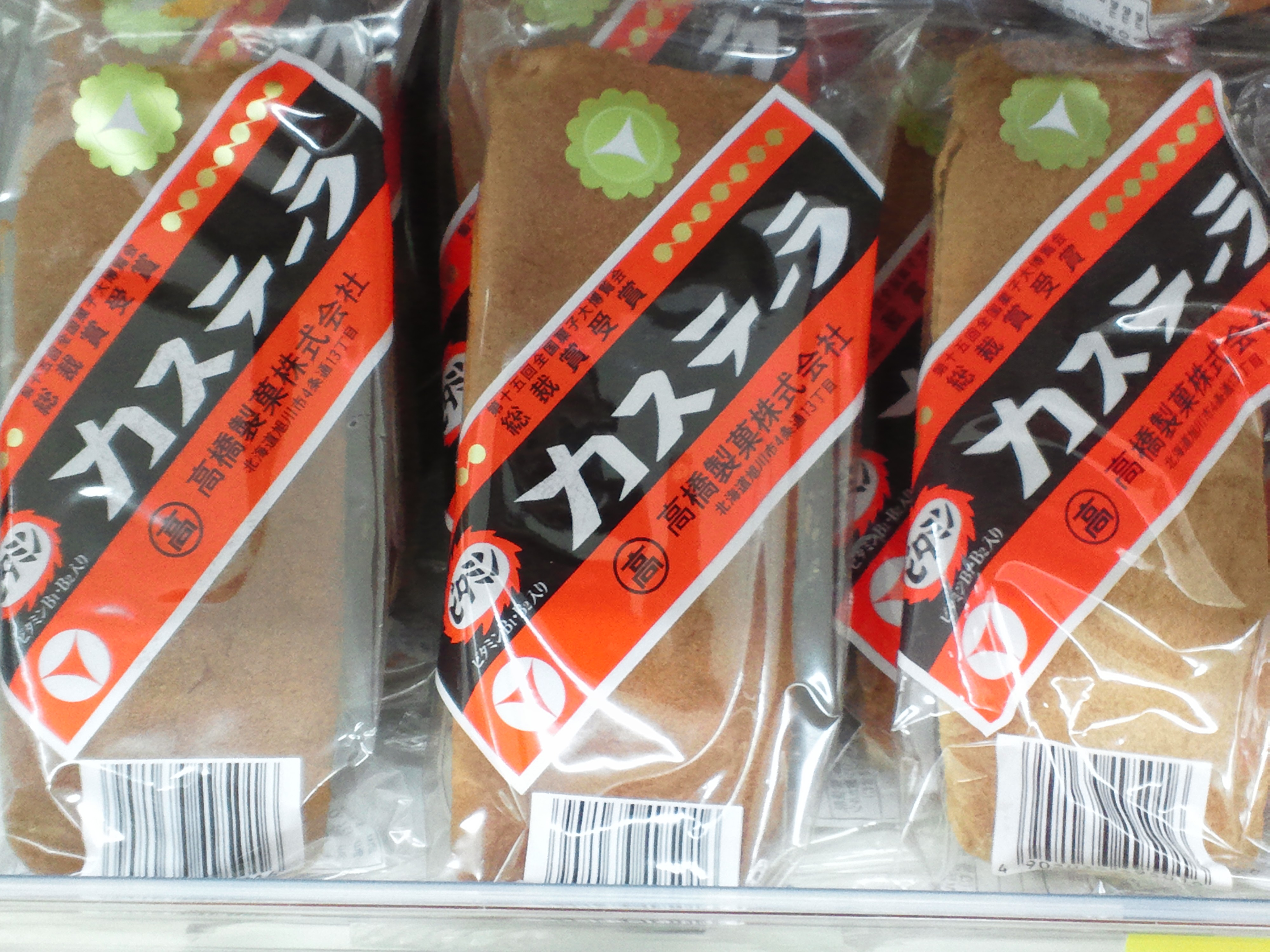
高橋製菓製の
ビタミンカステーラ